# Sophie Devienne
Pour les articles homonymes, voir Devienne.
Ne doit pas être confondu avec Sophie Devienne, présidente de l'Observatoire de la formation des prix et des marges des produits alimentaires depuis 2023
Jeanne-Françoise Thévenin, connue sous le nom de scène de Sophie Devienne, née le 21 juin 1763 à Lyon et morte le 20 novembre 1841 à Paris 2e, est une comédienne française.

## Biographie
Fille d’un maitre charpentier, elle a quitté, très tôt, la maison paternelle, pour rejoindre, à peine âgée de vingt ans, la troupe du Théâtre de la Monnaie à Bruxelles. Le succès qu’elle y a obtenu lui a valu un ordre de début pour la Comédie-Française, le 7 avril 1785, où elle a été reçue sociétaire en 1786, et y a tenu les rôles les plus brillants de l’emploi des soubrettes.
Jolie, d’une physionomie piquante et spirituelle, d’une taille élégante, elle possédait l’art de faire valoir un rôle, d’en détacher les nuances et d’apporter dans son débit une aisance, une légèreté, une grâce qui en faisaient une actrice très séduisante. La critique lui a cependant reproché sa tendance à la manière et à trop viser à la finesse dans son débit « généralement marqué au coin de l’affectation et de la recherche ».
Pendant la Révolution, alors que le Comité de salut public avait fermé, le 3 septembre 1793, la Comédie-Française, elle a été au nombre de ses sociétaires à être emprisonnés, sous la Terreur.
Libérée à la chute de Robespierre, elle est remontée, avec Molé, sur le théâtre de la Montansier. À la fin de 1794, elle s’est associée aux membres de la Comédie-Française qui ont joué au théâtre Feydeau jusqu’en 1798, époque où cette section, dans laquelle figuraient en première ligne Fleury, Louise Contat, Dazincourt, s’est ralliée à la troupe de la rue de Richelieu.
Pendant les dernières années de sa carrière théâtrale, elle n’est montée sur scène qu’à de rares intervalles, avant de prendre sa retraite en 1813. Le 10 mai 1810, elle a légitimé une position irrégulière en épousant Antoine Gévaudan, l’un des administrateurs des messageries impériales. À la même époque, elle a recueilli auprès d’elle ses vieux parents. Devenue veuve en 1826, elle est morte d’un cancer.